# Mario Kassar
Mario F. Kassar (arabiska: ماريو قصار), född 10 oktober 1951 i Beirut, Libanon, är en libanesisk filmproducent.
Kassar var länge associerad med filmbolaget Carolco Pictures som han grundade 1976 tillsammans med Andrew G. Vajna. Carolco Pictures producerade ett flertal påkostade Hollywood-filmer som blev stora publiksuccéer från mitten av 1980-talet till mitten av 1990-talet. Några av de filmer Kassar producerade var de tre första Rambo-filmerna, Air America, Total Recall, Terminator 2 – Domedagen, Basic Instinct – iskallt begär, Chaplin, Universal Soldier, Cliffhanger, Stargate samt Showgirls. 
1995 gick Carolco Pictures i konkurs efter ett stort publikt och kommersiellt misslyckande med äventyrskomedin Cutthroat Island.